# Genola (Itálie)
Genola je italská obec v provincii Cuneo v oblasti Piemont.
K 31. prosinci 2011 zde žilo 2 612 obyvatel.

## Sousední obce
Fossano, Savigliano